# Félix Gaillard
Félix Gaillard d'Aimé (5. listopadu 1919 – 10. července 1970) byl francouzský politik. V letech 1957–1958 zastával post premiéra Francie. Úřadu se ujal ve 38 letech, což z něj udělalo nejmladší hlavu francouzského státu od Napoleona. Poté se stal i ministrem financí (1957). Byl představitelem Radikální strany, kterou v letech 1958–1961 i vedl.